# Ordizia
Ordizia là một đô thị trong tỉnh Guipúzcoa thuộc cộng đồng tự trị Xứ Basque, Tây Ban Nha.
The professional cycle road race Prueba Villafranca de Ordizia is held yearly in Ordizia.